# なんやモー目茶苦茶屋
『なんやモー目茶苦茶屋』（なんやモーめちゃくちゃや）は、2000年10月8日から2002年3月31日まで朝日放送（ABCテレビ）の『日曜笑劇場』で放送されていたコメディ番組である。放送時間は毎週日曜 12:00 - 12:55。
この番組は毎回ゲストを招いていた。吉本興業のお笑い芸人だけでなく、タレントや俳優などが出演することもあった。収録は毎週木曜日になんばグランド花月で行われていたが、曜日は変更になる場合もあった。
スカイ・Aでは『ABCアワー』で原則週に2回、火曜日と金曜日の午後に放送されていた。新作の本放送は火曜日に、その再放送は金曜日に行われていた。

## 出演者

### レギュラー
- 石田靖
- 山田花子
- 藤本敏史（FUJIWARA）
- 原西孝幸（FUJIWARA）
- 長原成樹
- おかゆうた（おかけんた・ゆうた）
- 烏川耕一
- 未知やすえ
- オール巨人（オール阪神・巨人）
- 池乃めだか
- 佐藤江梨子 - 番組スタート時から2001年3月まで出演。

### ゲスト
- 浅香あき恵
- 大木こだま（大木こだま・ひびき）
- 島田一の介
- オール阪神（オール阪神・巨人）
- おかけんた（おかけんた・ゆうた）
- 桂ざこば
- 佐藤武志（Wヤング）
- 月亭八方
- 島田珠代
- ほんこん（130R）
- 松村邦洋
- 宮川大助・花子
- 原口あきまさ
- 太平サブロー
- 山口智充（DonDokoDon）
- 若井みどり（若井小づえ・みどり）
- 島木譲二
- なかやまきんに君
- なるみ
- 原哲男
- 清水ミチコ
- 中川家
- チュートリアル
- ビッキーズ
- 嶋大輔
- 吉岡美穂

## スタッフ
- 作：大工冨明
- ブレーン：オパヤン、野々村友紀子、菊本英之、中村志保
- CGタイトル：原田専門家（初代）、東野太一（ABCビデオサービス）
- SW （スイッチャー）：東野久記（大阪東通 → 東通）
- CAM （カメラマン）：田原恒則、長谷川均（大阪東通 → 東通）
- MIX （ミキサー）：岸本信夫（TDC、現・東通テクノサービス）
- LD （ライティングディレクター）：戸城奉文（吉本興業）、吉田康志（アーチェリープロ）
- VE （ビデオエンジニア）：四藤史郎（アイ・ティ・エス）
- VTR：簔輪憲二（大阪東通 → 東通）
- ビデオ編集：宮本憲一（アイ・ティ・エス）
- 音効：田口雅敏（戯音工房）
- 美術：竹内志朗（シュプール）
- 大道具：山田勝（つむら工芸）
- 小道具：ハヤミチャン（すくらんぶる）
- 衣裳：大槻忠之（大槻衣裳）
- 靴：浪原正人（浪原靴店）
- かつら：長野かつら
- メイク：MORE
- 番組宣伝：渡邊亜希子（ABC）
- 舞台監督：池田美博
- AD （アシスタントディレクター）：谷口仁則（アイ・ティ・エス）
- 演出・FD （フロアディレクター）：白川圭介（アイ・ティ・エス）
- 演出：上野晴弘（ABC）
- プロデューサー：岩城正良（ABC）、新田敦生、北畠秀昭（吉本興業）
- 制作協力：吉本興業
- 製作著作：ABC

## 劇中の主なギャグ
- 成樹をお仕置きさせる（未知やすえ） - やすえが成樹の胸板を数回殴ったあと、成樹が持っていたウイスキーを口に含み、成樹に吹きかけるというパターンが多かった。

| 朝日放送 日曜12:00枠（『日曜笑劇場』）                       | 朝日放送 日曜12:00枠（『日曜笑劇場』）                 | 朝日放送 日曜12:00枠（『日曜笑劇場』）                |
| 前番組                                                       | 番組名                                                 | 次番組                                                |
| ------------------------------------------------------------ | ------------------------------------------------------ | ----------------------------------------------------- |
| ツッコメディ!痛快パラダイス （2000年4月2日 - 2000年10月1日） | なんやモー目茶苦茶屋 （2000年10月8日 - 2002年3月31日） | 特ダネ野郎えぇチーム （2002年4月7日 - 2002年9月29日） |

| スタブアイコン | サブスタブ | この項目は、まだ閲覧者の調べものの参照としては役立たない、テレビ番組に関連した書きかけの項目です。この項目を加筆・訂正などしてくださる協力者を求めています（P:テレビ/PJ:放送または配信の番組）。 |